# Симон Мршић
Симон Мршић (Сан Франциско, 18. јуна 1991) амерички је фудбалер.

## Каријера
Прошавши млађе категорије Сан Дијего Сурфа, Мршић је на почетку сениорског бављења фудбалом био члан Сан Хозе ертквејкса. Године 2011, Мршић је прешао у Хрватску, где је једно време провео у Вараждину, али је услед финансијских проблема у клубу напустио истоимено место и отишао на пробу у Задар. Касније се придружио Осијеку, да би се потом вратио у Америку и прошао пробни период у клубу Колумбус кру. Ту се задржао до доласка нове администрације, а након тога је прешао у Слогу из Добоја. У Слоги се задржао до 2014. године, али за клуб није наступао у званичним утакмицама. По повратку у Калифорнију, Мршић је до 2016 године у два наврата наступао за клуб Ист беј стомперс, док је краћи период током 2015. провео као играч Рудара из Приједора.
Почетком 2017, Мршић је приступио екипи ОФК Бачке из Бачке Паланке, али је услед административних проблема званично регистрован у марту исте године и том приликом задужио је дрес са бројем 26. Свој професионални дебитантски наступ Мршић је забележио у оквиру последњег кола Суперлиге Србије за сезону 2018/19, ушавши у игру уместо Марка Зечевића у 77. минуту утакмице против суботичког Спартака.

## Приватно
Симон је рођен у Сан Франциску, граду на северу Калифорније, савезне државе Сједињених Америчких Држава и најмлађи је од тројице синова у породици. Његова мајка је Американка мексичког порекла, а отац, бивши југословенски фудбалер Иван Мршић, рођен у Теслићу. Поред матерњег енглеског, Мршић познаје и српски језик, који је научио током боравка у неким од земаља бивше Југославије, након своје 20. године. Током његовог боравка клубу из Бачке Паланке, Мршићу је цимер био руски голман Иван Коновалов, а саиграчи су их прозвали Трамп и Путин, алудирајући на председнике њихових држава.